# Challenger de Hamburgo 2024
El torneo Tennis Challenger Hamburg 2024 fue un torneo de tenis perteneció al ATP Challenger Tour 2024 en la categoría Challenger 75. Se trató de la 5ª edición; el torneo tuvo lugar en la ciudad de Hamburgo (Alemania), desde el 11 hasta el 17 de marzo de 2024 sobre pista dura bajo techo.

## Jugadores participantes del cuadro de individuales
| Favorito | País                                  | Jugador             | Rank1 | Posición en el torneo    |
| -------- | ------------------------------------- | ------------------- | ----- | ------------------------ |
| 1        | Bandera del Reino Unido               | Jan Choinski        | 172   | Primera ronda            |
| 2        | Bandera de Japón                      | Sho Shimabukuro     | 173   | Primera ronda            |
| 3        | Bandera de la República Popular China | Yunchaokete Bu      | 175   | Segunda ronda            |
| 4        | Bandera del Reino Unido               | Billy Harris        | 181   | Primera ronda            |
| 5        | Bandera de Italia                     | Mattia Bellucci     | 184   | Cuartos de final         |
| 6        | Bandera de Alemania                   | Rudolf Molleker     | 187   | Cuartos de final, retiro |
| 7        | Bandera de Suiza                      | Alexander Ritschard | 198   | Cuartos de final         |
| 8        | Bandera de Suiza                      | Marc-Andrea Hüsler  | 199   | Segunda ronda            |

- 1 Se ha tomado en cuenta el ranking del 4 de marzo de 2024.

### Otros participantes
Los siguientes jugadores recibieron una invitación (wild card), por lo tanto ingresan directamente al cuadro principal (WC):
- Nicola Kuhn
- Max Hans Rehberg
- Marko Topo

Los siguientes jugadores ingresan al cuadro principal tras disputar el cuadro clasificatorio (Q):
- Michael Agwi
- Rémy Bertola
- Clément Chidekh
- Kenny de Schepper
- Kyle Edmund
- Jakub Paul

## Campeones

### Individual Masculino
- Henri Squire derrotó en la final a  Clément Chidekh por 6–4, 6–2

### Dobles Masculino
- Mattia Bellucci /  Rémy Bertola derrotaron en la final a  Karol Drzewiecki /  Patrik Niklas-Salminen por 6–4, 7–5